# Zephyranthes proctorii
Zephyranthes proctorii là một loài thực vật có hoa trong họ Amaryllidaceae. Loài này được Acev.-Rodr. & M.T.Strong mô tả khoa học đầu tiên năm 2005.